# Lekkoatletyka na Letnich Igrzyskach Paraolimpijskich 2012 – 100 metrów T51 mężczyzn
W biegu na 100 metrów kl. T51 mężczyzn podczas Letnich Igrzysk Paraolimpijskich 2012 rywalizowało ze sobą 8 zawodników. W konkursie udział wzięli sportowcy z uszkodzonym rdzeniem kręgowym, będący w znacznym stopniu upośledzeni.

## Wyniki

### Finał
| Poz. | Zawodnik                      | Narodowość        | Rezultat | Uwagi |
| ---- | ----------------------------- | ----------------- | -------- | ----- |
| 1    | Toni Piispanen                | Finlandia         | 21,72    |       |
| 2    | Alvise de Vidi                | Włochy            | 22,60    |       |
| 3    | Mohamed Berrahal              | Algieria          | 22,97    |       |
| 4    | Edgar Cesareo Navarro Sanchez | Meksyk            | 23,35    |       |
| 5    | Stephen Osborne               | Wielka Brytania   | 23,40    |       |
| 6    | Pieter du Preez               | Południowa Afryka | 24,21    |       |
| 7    | John McCarthy                 | Irlandia          | 25,53    |       |
| 8    | Satoshi Inoue                 | Japonia           | 26,11    |       |